# Emir Mutapčić
Emir Mutapčić (Zenica, RFS Yugoslavia, 27 de mayo de 1960) fue un jugador de baloncesto bosnio. Consiguió dos medallas en competiciones internacionales con Yugoslavia. Después de retirarse se dedicaría a ser entrenador, siendo el equipo más importante al que ha entrenado el ALBA Berlín.

## Equipos
- 1979-1989 KK Bosna Sarajevo
- 1989-1991 Hapoel Jerusalén
- 1991-1993 ALBA Berlín

## Palmarés
- Campeón de la liga Yugoslava en la temporada 1979-1980 y 1982-1983
- Campeón de la copa de Yugoslavia en 1984